# Konverzace

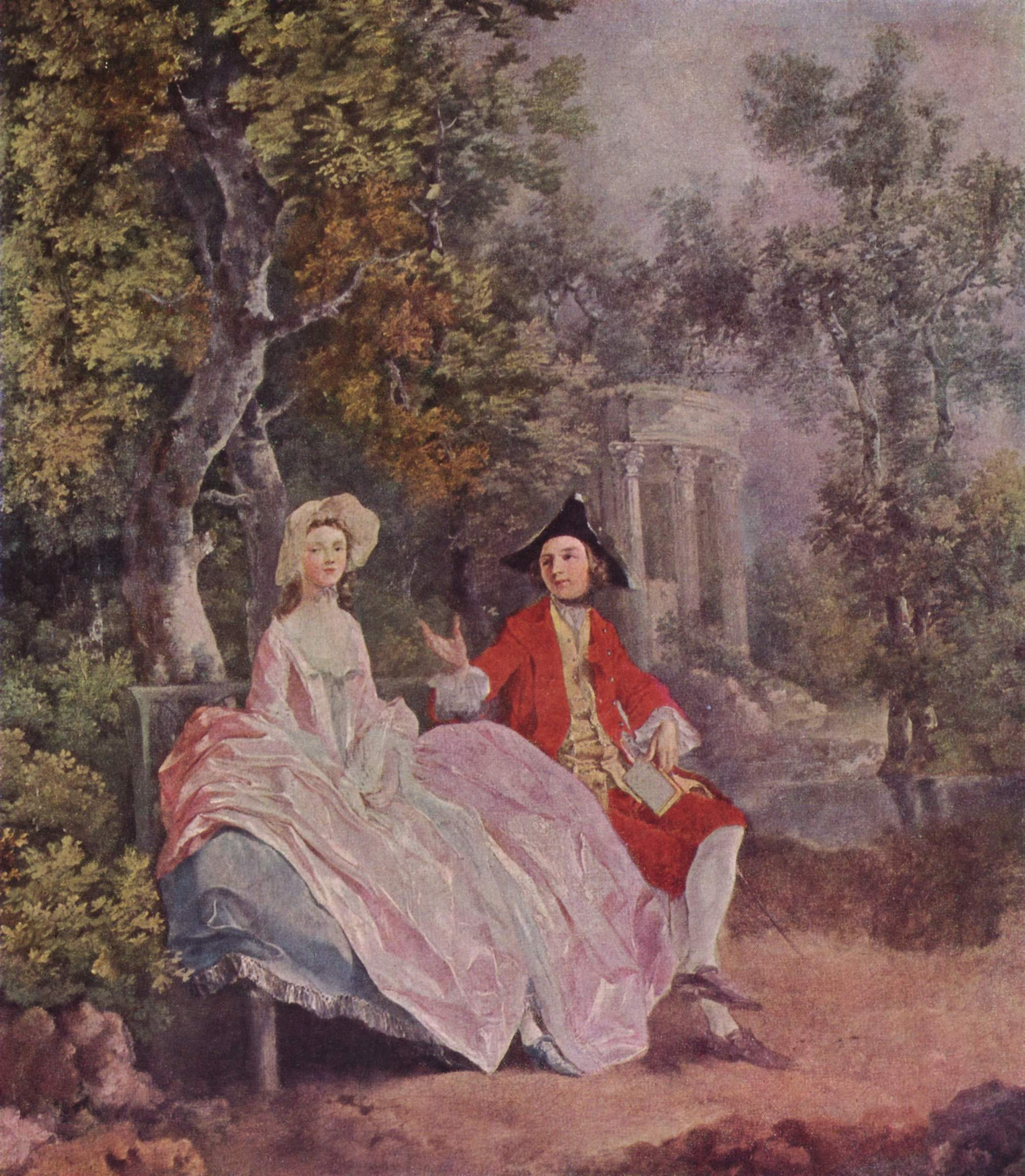
Thomas Gainsborough:(Conversation in a Park) The Artist and his Wife

Konverzace je mezilidská komunikace, která může probíhat jak „tváří tvář“ tak prostřednictvím elektronických medií. Mezilidská komunikace je tedy komunikace mezi dvěma osobami. Představuje tedy to, co se odehrává například mezi synem a otcem, číšníkem a hostem, ale také to, když se někdo zeptá na cestu v úplně cizím prostředí. Toto se může vztahovat i na malé skupiny lidí jako je rodina, přátelé, kolegové v zaměstnání atd.

Konverzace má pět základních fází: úvod, předběžnou informaci, vlastní záležitost, zpětná vazba a závěr.

## Úvod
Každá konverzace nejčastěji začíná nějakým pozdravem, jako např. „Dobrý den“, „Ahoj“ atd. Při osobní komunikaci se využívá pozdrav verbální, ale i neverbální např. úsměv, zamávání. Nejčastěji se však používají oba druhy dohromady. V elektronické komunikaci se pozdrav může doplnit smajlíkem.

Pozdrav na začátku konverzace napovídá přístupnost, to znamená, na jaké vlně jsou oba naladění. Dále také může podávat informace o vztahu mezi komunikujícími lidmi. Pomocí pozdravu také tyto vztahy udržujeme, např. kolegové na pracovišti se pozdraví, i když spolu dále nehovoří a tím mezi sebou udržují dobrý přátelský vztah.

## Předběžná informace
Předběžná informace slouží k otevření komunikačních kanálů. Je to sdělení nějaké informace, která nemá pro danou konverzaci velký význam, například „Dnes máme ale hezké počasí, že?“.

Předběžná informace také slouží ke stručnému popisu sdělení, které bude následovat, například „Řeknu vám následující postup.“ Může také přidělovat role adresátovi, například „Co si jako vedoucí pracovník výroby myslíš o současných technologiích?“

## Vlastní záležitost
Toto je vlastní podstata konverzace. Pro tuto část je charakteristické, že je nejdelší z celé komunikace a střídaní rolí mluvčího a posluchače. Při osobní konverzaci se role střídají v mnohem kratších úsecích než například v e-mailové komunikaci. Odesílatel zde zprávu posílá bez jakéhokoli přerušení. Po odeslání čeká na odpověď. Ta může následovat až za několik hodin či dní. V osobní komunikaci oba účastníci sdělení přijímají současně. Nyní několik rad jak vysílat a přijímat sdělení v osobní ale i elektronické konverzaci.

V komunikaci je potřebné pokládat vyjasňující a rozvíjející otázky, tím naznačuje adresát, že poslouchá se zájmem. Zatažení ostatních do konverzace se provede zeptáním se na jejich názor. Adresát by se měl ujišťovat, zda rozumí myšlenkám mluvčího a dát mu možnost parafrázi opravit. Například „Znamená to, že se chystáte odejít ze zaměstnání?“. Velký pozor si také musí dát hovořící na odbíhání od tématu, kdy začne rozvíjet nějakou vedlejší myšlenku a konverzace tím ztrácí svoji hloubku. Důležité je tedy držet se hlavního předmětu konverzace. Při konverzaci je dobré si dát velký pozor na přerušování, což znemožňuje mluvčímu říci, co říci chtěl. Proto zpětnou vazbou, která je vysílána k mluvčímu, nijak nenarušujeme řeč mluvčího a nebereme mu slovo. Zpětnou vazbu můžeme naznačit gesty, přikývnutím, zamračením nebo krátkými poznámkami, například „dobře“ nebo „to tedy ne“ atd. Také zaujetí nebo nuda může být naznačena postojem, nakloněním vpřed nebo opřením se o opěradlo židle. Gesty lze také naznačit zpomalení tempa řeči přiložením ruky k uchu a nakloněním se. Zmateným výrazem může být naznačena žádost o vyjasnění.

Díky absenci gestikulace a mimiky v elektronické konverzaci vzniká velké riziko nedorozumění. Tomu se dá předejít použitím smajlíků, které naznačují žert, sarkasmus atd.

## Zpětná vazba
V této fázi reaguje adresát na vysílané sdělení. Zpětná vazba má pět dimenzí: pozitivní – negativní, soustředěná na osobu – soustředěná na sdělení, okamžitá – zpožděná, málo monitorovaná – vysoce monitorovaná a kritická – podporující.

Pozitivní zpětná vazba (potlesk, úsměv, přikyvování) dává najevo, že sdělení proběhlo v pořádku a komunikace může probíhat ve stejném stylu. Naopak negativní zpětná vazba (pískání, zmatené pohledy, zamračení) naznačuje, že není něco v pořádku. Při zpětné vazbě na obsah sdělení je důležité dát dostatečně najevo, že například kritika byla směřována na obsah a ne na osobu mluvčího. Zpětná vazba může být také okamžitá, následuje hned po sdělení nebo zpožděná, to je s nějakým časovým odstupem, například při přijímacím pohovoru. Při málo monitorované zpětné vazbě jsou reakce adresáta zcela spontánní a nekontrolované. Při vysoce monitorované zpětné vazbě si obsah následného sdělení adresát kontroluje a zvažuje, co řekne. Kritická zpětná vazba je hodnotící, naopak podporující někoho utěšuje nebo povzbuzuje.

## Závěr
Závěr neboli rozloučení je poslední fáze konverzace. Rozloučení v sobě nese prvky verbální i neverbální komunikace stejně jako úvod. V závěru dáváme najevo, že komunikaci chceme ukončit.